# Săvădisla
Săvădisla (veraltet Săvăghisla, Sîn-Laslău; ungarisch Tordaszentlászló oder Szentlászló) ist eine Gemeinde im Kreis Cluj in der Region Siebenbürgen in Rumänien.